# Genaxinus cookianus
Genaxinus cookianus är en musselart som beskrevs av Fleming 1950. Genaxinus cookianus ingår i släktet Genaxinus och familjen Thyasiridae. Inga underarter finns listade i Catalogue of Life.